# 컨티뉴 (비디오 게임 용어)
컨티뉴(continue)는 비디오 게임에서 플레이어가 모든 생명을 잃고 죽었을때, 게임을 이여서 할지에 대한 옵션이다. 플래이어는 여기서 게임을 이여서 할지 게임을 끝낼지 결정하게 된다. 게임을 끝낸다면 게임 매인화면으로 돌아오게 된다. 반대로 컨티뉴를 했을때에는 게임을 이여서 할 수 있으며 스코어에 불이익을 주거나 후에 엔딩에 영향을 주기도 한다.

## 컨티뉴 영향
플레이어가 모든 생명을 잃고 죽었을 때, 컨티뉴를 하면 점수에 영향을 주거나, 후에 엔딩에 영향을 주는 게임이 있다. 반대로 플레이어가 컨티뉴 했을 때 아무런 영향이 없는 게임도 있다.

## 기타
- 리듬 게임에는 컨티뉴가 대부분 존재하지 않는다.

## 같이 보기
- 게임 오버